# Бодо Илгнер
Бодо Илгнер (на немски: Bodo Illgner) е германски футболист, вратар.

## Клубна кариера
Юноша е на Кьолн, като дебютира за „козлите“ на 22 февруари 1986 г. при загубата с 1:3 от Байерн Мюнхен. През следващия сезон става номер 1 под рамката, след като титулярният страж Тони Шумахер преминава в Шалке 04. Стабилните изяви на Илгнер са в основите на добрите представяния на Кьолн в Бундеслигата (трето място през 1987/88 и две втори места в следващите два сезона). В течение на 4 поредни години Илгнер печели наградата за вратар на годината в Германия (1989 – 1992), а през 1991 г. е награден с приза „Най-добър европейски вратар“.
През 1996 г. преминава в Реал Мадрид за 2.7 млн долара. При Фабио Капело германецът е твърд титуляр и записва 40 мача през сезона, като печели Ла Лига и Суперкупата на Испания. Със смяната на треньора обаче Илгнер губи титулярното си място от Сантяго Канисарес през 1997/98, като записва само 12 срещи. Все пак германецът се завръща под рамката за финалната част от сезона и играе във финала на Шампионската лига срещу Ювентус, спечелен с 1:0. След трансфера на Канисарес във Валенсия отново е неизменен първи избор, докато през 1999 г. Висенте дел Боске не започва да налага младия Икер Касияс. През 2000 г. Кралският клуб печели отново Шампионската лига, но Илгнер изиграва само 7 срещи във всички турнири. През юни 2001 г. е освободен от Реал.
През 2013 г. читателите на вестник „Марка“ избират Илгнер за най-добрия чуждестранен вратар на Реал.

## Национален отбор
Дебютира за националния отбор на ФРГ на 23 септември 1987 г. в приятелски мач срещу Дания. Част е от състава за Евро 1988, но е резерва на Ейке Имел. През 1990 г. вече е титуляр и е във върхова форма на Световното първенство в Италия. Германия печели световната титла за първи път от 16 години, а най-запомнящият се момент на вратаря е спасяването на дузпа на Стюърт Пиърс в полуфинала с Англия. Бодо е титуляр и на Евро 1992, където Германия губи финалния мач от Дания.
На Мондиал 1994 Германия не успява да защити титлата си, отпадайки на 1/4-финал от България. Този мач се оказва и последен за Илгнер в състава на Бундестима. Общо записва 54 мача.

## Успехи

### Клубни
- Ла Лига – 1997
- Суперкупа на Испания – 1997
- Шампионска лига – 1998, 2000
- Междуконтинентана купа – 1998

### Международни
- Световно първенство – 1990

### Индивидуални
- Вратар на годината в Германия – 1989, 1990, 1991, 1992
- Вратар на годината в Европа – 1991
- В отбора на годината в Бундеслигата – 1994/95